# Чайка (монумент)
«Чайка» — монумент при въезде в Даугавпилс со стороны Риги. Находится в Ликсненской волости Даугавпилсского края 1 км от района Межциемс. Построен к празднованию 700-летия города.

## История создания
Перед празднованием 700-летия города со стороны Горисполкома поступило предложение предприятиям поучаствовать в конкурсе на оформление въездов в Даугавпилс. Одним из участников проекта стал молочный комбинат. В результате эскиз, предложенный комбинатом, удостоился чести украшать главный въезд в Даугавпилс — со стороны столицы республики. Эскиз «Чайки» принадлежит рядовому художнику-оформителю даугавпилсского Молочного комбината по фамилии — Фелстер.

## Строительство
В 1976 году эскиз утвердили. Разрабатывать проект монумента по выбранному эскизу доверили проектному институту Латвии. В ЖБК Балттрансстроя заказали основу каркаса. Каркас сделали из очень трудоемкого металла, обработали специальным раствором, а потом два сваренных крыла перевезли на территорию Молочного комбината, чтобы обшить его металлом. Работы по возведению «Чайки» выполняли работники даугавпилсского Молочного комбината (директором которого в то время был Алексей Жаринов, а главным инженером — Раймонд Бружевич. Для обшивки каркаса была взята пищевая нержавеющая сталь, которой в достатке располагал Молочный комбинат. Лист стали марки 12Х18Н10Т — хромоникелевый сплав, используемый в пищевой промышленности. На обшивку монумента пошло более 2 тонн металла. Под монумент сначала вырыли котлован, куда было залито 30 кубометров бетона, чтобы такая масштабная установка держалась устойчиво. Работы по установке объекта на месте проходили более трех месяцев. Был разработан особый проект установки, так как нужно было монтировать двумя кранами. Буквы — DAUGAVPILS — сварены из того же металла, швы аккуратно зачищены и смотрятся как одно целое. Размах крыльев «Чайки» составил более 30 метров.